# Futbol'nyj Klub Nosta Novotroick
Il Futbol'nyj Klub Nosta Novotroick (in russo Футбольный клуб Носта Новотроицк?, traslitterazione anglosassone Nosta Novotroitsk) è una società calcistica russa con sede nella città di Novotroick.

## Storia
Fondato nel 1991 col nome di Metallurg Novotroick, militò immediatamente nel campionato sovietico di calcio, giocando in quarta serie. Con la scomparsa dell'Unione Sovietica, fu collocato nella terza serie del neonato campionato russo di calcio. Nel 1994 è stato rinominato col nome di Nosta Novotroick.
Rimase in terza serie fino al 1999, quando vinse il proprio girone e riuscì ai battere nei play-off il Metallurg Novokuzneck, vincendo 3-1 all'andata e perdendo solo 2-1 al ritorno. L'impatto con la seconda serie non fu dei migliori: alla prima stagione arrivò immediatamente la retrocessione, causata dal sedicesimo posto finale.
Solo sei anni dopo, grazie alla vittoria del proprio girone, stavolta senza passare dai play-off, riuscì nuovamente a tornare in seconda serie. Questa nuova avventura al secondo livello del campionato russo fu decisamente migliore: nella prima stagione la squadra non solo si salvò, ma ottenne anche un buon settimo posto. Nel 2008, arrivò addirittura il 5º posto , miglior piazzamento nella storia del club.
L'anno seguente, però, un nuovo sedicesimo posto finale costrinse il club alla retrocessione.
Da quel momento ha sempre militato in nella Vtoroj divizion, terza serie del campionato russo.

## Organico

### Rosa 2008
| N. |                        | Ruolo | Calciatore             |
| -- | ---------------------- | ----- | ---------------------- |
| 2  | Russia (bandiera)      | D     | Maxim Budnikov         |
| 3  | Bielorussia (bandiera) | D     | Dzmitry Molaš          |
| 5  | Russia (bandiera)      | D     | Vladislav Khatazhenkov |
| 6  | Moldavia (bandiera)    | C     | Vladislav Lungu        |
| 7  | Russia (bandiera)      | C     | Dmitry Podruzhko       |
| 8  | Russia (bandiera)      | C     | Stanislav Kokoev       |
| 9  | Russia (bandiera)      | C     | Andrey Pazin           |
| 10 | Russia (bandiera)      | C     | Alexey Selin           |
| 13 | Russia (bandiera)      | C     | Alexey Vasilyev        |
| 14 | Russia (bandiera)      | D     | Alexandr Gorin         |
| 15 | Russia (bandiera)      | C     | Andrey Pavlenko        |
| 16 | Russia (bandiera)      | P     | Denis Pchelintsev      |
| 17 | Russia (bandiera)      | A     | Alexandr Oleynik       |
| 18 | Russia (bandiera)      | C     | Sergey Emelyanov       |

| N. |                     | Ruolo | Calciatore           |
| -- | ------------------- | ----- | -------------------- |
| 19 | Russia (bandiera)   | C     | Alexey Semyonov      |
| 20 | Russia (bandiera)   | C     | Ruslan Surodin       |
| 21 | Russia (bandiera)   | P     | Denis Vavilin        |
| 22 | Russia (bandiera)   | C     | Alexey Antonnikov    |
| 25 | Lituania (bandiera) | C     | Mantas Savėnas       |
| 26 | Russia (bandiera)   | C     | Stanislav Reznikov   |
| 27 | Russia (bandiera)   | D     | Mïxaïl Rojkov        |
| 28 | Russia (bandiera)   | D     | Alexey Germashov     |
| 29 | Russia (bandiera)   | A     | Vadim Yanchuk        |
| 33 | Russia (bandiera)   | D     | Igor Alexeev         |
| 34 | Russia (bandiera)   | D     | Jurij Lebedev        |
| 64 | Russia (bandiera)   | P     | Sergey Barsukov      |
| -  | Russia (bandiera)   | A     | Vyacheslav Zaynullin |
| -  | Russia (bandiera)   | A     | Igor Makeev          |

## Palmarès

### Competizioni nazionali
- Pervenstvo Professional'noj Futbol'noj Ligi: 2

1999 (Girone Urali), 2006 (Girone Urali)

### Altri piazzamenti
- Pervenstvo Professional'noj Futbol'noj Ligi:

Secondo posto: 1993 (Girone 6)